# Wolfgang Abel (Mediziner)
Wolfgang Abel (* 13. Mai 1905 in Wien; † 1. November 1997 in Pichl am See, Mondsee, Oberösterreich) war ein österreichischer Mediziner, Anthropologe und nationalsozialistischer Rassentheoretiker.

## Leben
Wolfgang Abel, Sohn des Paläontologen Othenio Abel, studierte von 1925 bis 1929 Medizin, Zoologie und Malerei in Wien und Freiburg. Er brüstete sich damit, 1927 in Wien Anführer der Studentenunruhen gegen die Juden gewesen zu sein, weswegen gegen ihn Disziplinarverfahren eingeleitet wurden und er nach Freiburg wechseln musste. 1929 wurde er in Wien bei Jan Versluys promoviert. Seit 1931 arbeitete er bei Eugen Fischer als Assistent am Kaiser-Wilhelm-Institut für Anthropologie, menschliche Erblehre und Eugenik (KWI) in Berlin-Dahlem.
Am 20. Mai 1933 beantragte er die Aufnahme in die NSDAP und wurde zum 1. Juni desselben Jahres aufgenommen (Mitgliedsnummer 1.619.908). Im Jahr 1933 untersuchte er Kinder („Rheinlandbastarde“), die zur Zeit der Rheinlandbesetzung in Beziehungen deutscher Frauen mit Besatzungssoldaten aus den französischen Kolonien gezeugt wurden, und war durch seine Forschungen mittelbar beteiligt an deren Zwangssterilisation. Darüber schrieb er 1934 in der Zeitschrift Neues Volk einen Artikel mit dem Titel „Bastarde am Rhein“. Im selben Jahr wurde Abel zusätzlich zu seiner Tätigkeit am KWI Dozent im Fach Anthropologie sowie stellvertretender Leiter der Abteilung Rassenpflege der Deutschen Hochschule für Politik.
Nach seinem Eintritt in die SS im August 1935 (SS-Nummer 271.857) arbeitete er als Experte für das Rasse- und Siedlungshauptamt (RuSHA) der SS und als Obergutachter für das Reichssippenamt. Am KWI stieg Wolfgang Abel 1940 zum Abteilungsleiter Rassenkunde auf. Im Juli 1941 wurde er zum außerordentlichen Professor ernannt. Zuvor bereits Assistent des Eugenikers Eugen Fischer, war er von 1943 bis 1945 dessen Nachfolger auf dem Lehrstuhl für Rassenbiologie der Berliner Universität. Zusätzlich zu seiner Lehrtätigkeit übernahm Wolfgang Abel 1943 die Leitung des Instituts für Rassenbiologie der Deutschen Hochschule für Politik. Nebenbei arbeitete er in dieser Zeit für das Oberkommando des Heeres (OKH).
Im Rahmen des Generalplan Ost und seiner Untersuchungen russischer Kriegsgefangener erarbeitete Abel im Mai 1942 einen Plan für eine „fortschreitende Ausschaltung“ der „russischen Rasse“, mit dem er alle „nordischen russischen Typen“ germanisieren und den Rest nach Sibirien abschieben wollte.
1945 wurde Abel von der Berliner Universität entlassen. Von 1945 bis 1947 war er in US-amerikanischer Internierungshaft. Danach lebte er als Porträtmaler am Mondsee in Österreich.